# Miquel Renom i Presseguer
Miquel Renom i Presseguer (Sabadell, 7 de juny de 1875 - Barcelona, 14 d'abril de 1950) va ser un fotògraf català, un dels pioners en el desenvolupament del moviment pictorialista a Catalunya i l'Estat Espanyol. La seva activitat artistica té lloc principalment entre 1900 i 1936, època en què va esdevenir un artista reconegut en el panorama de la fotografia artística espanyola, ja que guanyà una bona quantitat de premis i condecoracions en aquest àmbit, a més de treballar com a professional al seu estudi de retrats.

## Biografia
Miquel Renom i Presseguer neix el 7 de juny de 1875, fill de Ramon Renom i Soler i Antonia Presseguer i Mas, el segon d'una família de cinc germans, al número 29 del passeig de la Plaça Major de Sabadell.
L'afició de Renom per la fotografia comença quan tenia vora els 18 anys i –segons relata en una entrevista per El Progreso Fotográfico el 1928– anava emparellada amb l'afició pel dibuix. El 1895 apareix entre els artistes que mostren la seva obra a l'Exposició de Belles Arts de Sabadell celebrada amb motiu de la Festa Major de la ciutat i organitzada per la seva Acadèmia de Belles Arts. En aquesta exposició, Renom ja hi participa com a fotògraf, i també apareix un altre personatge amb qui mantindria una estreta relació i esdevindria important per al pictorialisme: Joan Vilatobà, qui s'hi presenta, encara, com a pintor, mostrant paisatges pintats a l'oli.
El 1898, Renom i Vilatobà van ser cridats a quintes per anar a la Guerra del Marroc i, junt amb el germà d'aquest darrer, Josep Vilatobà, i l'ajut de l'advocat Tomàs Viladot, van fugir a França. Miquel Renom i els germans Vilatobà van sobreviure al migdia francès retocant a llapis ampliacions fotogràfiques fins que es van poder instal·lar a París.
Després d'estar temps a París, Josep Vilatobà i Miquel Renom van retornar a Espanya, mentre que Joan va decidir anar a Alemanya i perfeccionar els seus coneixement en el camp de la fotografia. Així doncs, Renom va tornar a Espanya per Irún entre 1901 i 1902 per continuar la seva carrera fotogràfica traslladant-se al País Basc, on va esdevenir deixeble del fotògraf Luís Vallet de Montano.
Aquest és el moment en què Renom comença a introduir-se en els cercles de la fotografia artística espanyola, es presenta als seus primers concursos i apareix per primera vegada en les revistes especialitzades, que no tardaran en fer lloances a la seva obra. Així doncs, Renom comença a treballar el paisatge, gènere pel que serà destacat en l'àmbit artístic, ja que el primer concurs del que en tenim constància de la seva participació és l'Exposició Nacional de Fotografia convocada per la Sociedad Fotográfica de Vitòria el juliol de 1904, en la qual, Miquel Renom guanya la medalla d'or de la secció de paisatges i marines, amb una obra titulada Veurem.
Un darrer fet a destacar d'aquest moment és la participació de Renom en concursos internacionals, el primer del que en tenim constància és el concurs de fotografia organitzat per la Societé Luna al saló de Regent Street, Londres, en el que Renom rep un 6è premi en les seccions A i B de primera classe, però del que, malgrat tot, no es troba més informació rellevant al respecte.
El 1905 Renom retorna a Catalunya, concretament a Barcelona, on s'instal·la durant uns anys a casa del que serà el seu darrer mestre, el reconegut fotògraf Pau Adouard. És possible que Renom coincidís també amb Rafael Areñas Tona com aprenents o empleats en l'estudi de la casa Lleó Morera de Pau Adouard i, tant un com l'altre, van compaginar la seva intensa activitat dedicada a la promoció i difusió de la fotografia com a art amb la seva dedicació comercial en l'àmbit del retrat.
Aquest mateix any, 1905, Renom es presenta a l'exposició de Bilbao -on rep la medalla de plata en la secció de retrat i figura- i també participa en l'exposició de gomes bicromades de l'estudi de Pau Adouard, en què va obtenir una menció honorífica per la fotografia La Rentadora. En els propers anys, Renom guanya diversos premis, com el Concurso Fotográfico de Santander i l'Exposició Nacional de València el 1906, el concurs de la Real Sociedad Fotográfica de Madrid el 1907, l'Exposició Nacional de Múrcia el 1908 o l'Exposición Fotográfica de Gijón i Internationale Photograsphische Ausstellung Dresden (Exposició Internacional de Fotografia de Dresden) el 1909.
Vora aquests anys, Miquel Renom es casa amb María de Gárate y Aguirre, amb la qual tindrà les seves filles Blanca, Raquel i Miren-Edurne, i el seu fill, Miquel, qui esdevindria un pintor paisatgista de cert reconeixement. En aquest moment, ja que, s'inicia una nova etapa en la carrera de Renom, el 1910 s'instal·la la seva residència i el seu propi estudi al carrer Aribau nº 28, on es forjaria la seva fama com a fotògraf retratista.
Tot i que seguirà presentant-se i rebent premis als diversos concursos de fotografia artística, amb la seva professionalització, Renom es comença a especialitzar en el retrat i, ràpidament, el seu estudi assoleix fama entre la burgesia barcelonina. Però és sobretot a partir de 1912 quan abunda la seva producció retratística, coincidint amb l'inici de la seva relació amb la revista catalanista La Ilustració Catalana, per a la que, durant cinc anys, faria retrats de diverses personalitats de la cultura catalana.
La internacionalitat de Renom segueix present en més concursos, el 1912 es premiat a l'exposició fotogràfica de Turín i, el 1913, és un dels més de 6.000 participants (160 dels quals espanyols) i 322 premiats al concurs internacional de la casa de papers fotogràfics Gaevert, a Anvers, on Renom es classificat en la primera categoria i premiat amb 100 francs per la figura titulada Vellrem.
Quant a les exposicions individuals, en destaquen dues, el febrer de 1910 inaugura la seva primera exposició individual, a la casa Reig de Barcelona i, el 1915, una exposició al Círcol Artístic de Barcelona que tindrà força ressò mediàtic, ja que en aquest moment ja és un dels fotògrafs més reconeguts de la ciutat.
Al 1919 rep l'encàrrec de realitzar el reportatge fotogràfic del nou tram del Ferrocarril Transpirinenc que va des de Ripoll a Ribes del Fresser, treball el qual va ser condecorat pel mateix rei Alfons XIII, que ja havia mostrat el seu interès pels fotògrafs pictorialistes, comprant, per exemple, obres de Joan Vilatobà.
El reconeixement adquirit durant aquesta dècada, tant pels premis de concursos i les exposicions, la demanda retratística, els retrats i reportatges fotogràfics per a La Ilustració Catalana i, finalment, la condecoració del propi Rei d'Espanya, fan que, al 1920, Miquel Renom iniciï una nova etapa, representada pel fet que, en els concursos fotogràfics, passa de ser participant a formar-ne part del jurat. L'abundant activitat artística que practicà en les dècades anteriors es veu disminuïda a mitjans d'aquesta, a jutjar per les seves aparicions en les revistes i diaris. Entre els fets remarcables, comença, el 1922, a tenir una relació amb la revista madrilenya Blanco y Negro, per la qual, com havia fet per La Ilustració Catalana uns anys abans, retratà a algunes de les personalitats de la cultura del moment; a més, el 1923, realitza una nova exposició individual a les Galeries Laietanes de Barcelona.
En els anys trenta rebria els seus darrers premis i reconeixements per part dels concursos i la premsa especialitzada. En aquests darrers anys d'auge, Renom torna a concursar en algunes importants exposicions, així doncs, ho fa el 1932, quan participa en el Concurs Fotogràfic de l'Orfeó Català, en el qual la seva col·lecció és premiada per l'Agrupació Fotogràfica de Catalunya. Però l'any següent rep un dels grans reconeixements de la seva carrera, a la Iª Biennale Internazionalle d'Arte Fotografica, a Itàlia, una exhibició dedicada únicament a fotògrafs professionals, a la que hi concorregueren destacades personalitats del retrat d'arreu del món i de la que Miquel Renom en va guanyar el Premi d'Honor. Finalment, l'últim concurs del que es té constància de la participació de Renom és el II Saló Internacional d'Art Fotogràfic, organitzat per l'Agrupació Fotogràfica de Catalunya l'octubre de 1933, a la sala d'exposicions de les Galeries Subterrànies de la plaça Catalunya de Barcelona.
Però és finalment el 1936, amb l'inici de la Guerra Civil Espanyola, que es perd gairebé per complet la pista de Renom, i amb aquest, la de tants altres artistes i moviments, en els quals no se'n va poder salvar pas la fotografia artística.
Tot i que pot fer pensar que la seva carrera fotogràfica acabaria en aquest punt, moment, 14 anys després, el 1949, realitza l'orla per a la promoció corresponent de l'Escola d'Alts Estudis Mercantils de Barcelona, una feina que porta el segell que indica el seu nom i el seu estudi, encara al carrer Aribau número 28. Tal evidència ens indica que, després de la Guerra Civil, continuà treballant el retrat, tot i que, molt probablement, amb molta menys freqüència i clientela. Així doncs, Miquel Renom va cultivar la fotografia fins al final dels seus dies, ja que un any després, el 14 d'abril de 1950, moriria a Barcelona a l'edat de 74 anys, havent viscut tota una vida gairebé paral·lela a la del pictorialisme nacional, coincidint en el temps amb els seus processos de gestació, consolidació, canvi i decadència.

## Obra
El paisatge és, amb diferència, la temàtica més conreada en la producció artística de Miquel Renom, així com ho és en determinats artistes del pictorialisme català.
Renom presenta en aquestes fotografies, interiors de boscos desproveïts de presència humana, aquests no mostren un lloc concret ni el fan recognoscible, sinó que són fragments del paisatge captats, des de la intimitat, a través d'enquadraments personals. No tenen temps ni lloc, defugen de l'anècdota i de la descripció detallista de l'espai per esdevenir la idea abstracta del paisatge en el sentit més genèric i espiritual; una espiritualitat que es veu reforçada pel simbolisme i misteri generat per la importància que l'autor li dona als fenòmens naturals, principalment els rajos del Sol, que es filtren entre les branques i creen llargues i dramàtiques ombres, i l'espessa boira, que Renom utilitza per crear successions de plans i el flou característic del pictorialisme, però de manera natural. Aquest tipus fotografia, on el paisatge per sí és l'únic protagonista, seria una tendència que esdevindria comú en alguns dels autors del pictorialisme català, però els més destacats en aquest terreny foren, precisament, Miquel Renom i Joan Vilatobà.
Els paisatges de Renom, s'influïren, per una banda, de la pintura paisatgística conreada en el si del modernisme català i, per l'altra, de la particular visió dels pictorialistes cap a aquesta temàtica, que recollí, segurament,del seu viatge a França. la idea de fotografia artística de paisatge que introdueixen Renom i Vilatobà destaca les particularitats del pictorialisme català enfront l'espanyol, potenciat, també, per la seva vinculació amb el paisatge simbolista de Joaquim Vancells, així com el de Santiago Rusiñol o Alexandre de Riquer.
Junt amb el paisatge, els començaments de la seva carrera artística, treballa la fotografia de figures o d'escenes, en la que sorgeixen dues vessants, que a vegades s'entrellacen, una de temàtica rural o de gènere, i l'altre d'influència modernista. En la primera s'hi representa la vida al camp i s'evoca la placidesa bucòlica i presimbolista, que trobem vinculada, per exemple, amb el realisme de Jean-François Millet o, en l'àmbit català, amb la pintura de Modest Urgell. La segona categoria, no obstant, es troba més lligada a l'espai i la temporalitat de l'entorn artístic en el que viu l'artista; doncs, com passava en els paisatges, aquesta també es fruit de la influència de la pintura modernista catalana i el pictorialisme internacional.
A partir de la seva professionalització, Miquel Renom era gairebé tant reconegut pels seus paisatges com pels seus retrats, ja sigui per part de la burgesia barcelonina o pels cercles d'aficionats a la fotografia artística. el que Renom intenta és crear una firma que identifiqui els seus retrats, i aquesta l'adquireix, sobretot, del seu aprenentatge amb Vallet de Montano i de la influència simbolista que ja vèiem en les seves figures i, per tant, són retrats que tracten d'apropar-se també a la seva producció artística, no estrictament professional. Els seus retrats més personals intenten captar la psicologia dels personatges, una expressivitat que es veu reforçada a través d'un fons negre i un joc de llum que hi juga amb el contrast, amb el clar-obscur d'influència barroca.
A mesura que avança la carrera de Miquel Renom, les marines van anar assolint cada cop més importància dins la seva producció artística, sobretot a partir de la segona meitat de la seva carrera, fet que coincideix amb un canvi d'interessos estètic en que passa de la influència Modernista a la Noucentista. Així doncs, en aquestes hi trobem, sobretot, una major síntesis formal, que permet a l'artista centrar-se en una composició marcada pel joc de línies, verticals, horitzontals i diagonals, que dibuixen el mar i les embarcacions amb les seves veles i màstils. En aquest sentit, el noucentisme també influeix en la mesura en que Renom s'allunya dels temes fantàstics i de caràcter espiritual per apropar-se a la realitat social de la ciutat, en aquest cas, sobretot, situat en el port de Barcelona.